# Łomnica (powiat wałbrzyski)
Łomnica – wieś w Polsce położona w województwie dolnośląskim, w powiecie wałbrzyskim, w gminie Głuszyca, w Górach Suchych w Sudetach Środkowych.

## Podział administracyjny
W latach 1975–1998 miejscowość należała administracyjnie do województwa wałbrzyskiego.

## Zabytki
Do wojewódzkiego rejestru zabytków wpisany jest:
- zamek Radosno w ruinie, zbudowany w XIII w. przez ks. świdnickiego Bolka I.